# Arenshausen
Arenshausen là một đô thị tại Eichsfeld huyện Thüringen, nước Đức. Đô thị này có diện tích 5,79 km², dân số thời điểm 31 tháng 12 năm 2006 là 1020 người.